# Коскино-2
Коскино-2 (рос. Коскино-2) — присілок в Бєжаницькому районі Псковської області Російської Федерації.
Населення становить 51 особу. Входить до складу муніципального утворення Лющикська волость.

## Історія
Від 2005 року входить до складу муніципального утворення Лющикська волость.

## Населення
| 2001 | 2002 | 2010 |
| ---- | ---- | ---- |
| 53   | ↘51  | →51  |